# Herb Conaway
Herbert Clark Hoover Conaway Jr. dit Herb Conaway, né le 30 janvier 1963 à Trenton, est un médecin et homme politique américain, membre du Parti démocrate. Il est représentant pour le New Jersey depuis 2025.

## Biographie
De 1998 à 2024, Herb Conaway est élu à l'Assemblée générale du New Jersey.
Il est candidat au poste de représentant lors des élections de 2004 dans le 3e district du New Jersey, mais il est alors battu par le républicain Jim Saxton.
Il se présente de nouveau dans le même district lors des élections du 5 novembre 2024 pour tenter de succéder à un autre démocrate, Andy Kim, qui est en lice pour un siège de sénateur. Il est élu avec 53,2 % des voix face au républicain Rajesh Mohan et prend possession de son siège le 3 janvier 2025.